# Ylä-Kuorejärvi
Ylä-Kuorejärvi är en sjö i kommunen Parikkala i landskapet Södra Karelen i Finland. Sjön ligger 79,9 meter över havet. Den är 7,21 meter djup. Arean är 71 hektar och strandlinjen är 4,26 kilometer lång. Sjön  ingår i Vuoksens huvudavrinningsområde.   Den ligger omkring 120 km nordöst om Villmanstrand och omkring 320 km nordöst om Helsingfors. 